# Скалистый хребет (Кавказ)
Скали́стый хребе́т — горный хребет на Кавказе, третья передовая гряда северного склона системы Большого Кавказа (горная страна — Кавказские горы, регион — Северный Кавказ). Представляет собой прерывистые горные массивы (короткие хребты) и плато, тянущиеся параллельно к северу от Главного Кавказского хребта. В Советский период границы Скалистого хребта определяли от реки Белой (бассейн Кубани) до реки Асса (бассейн Терека). Ориентировочное направление: запад-северо-запад — восток-юго-восток. В исследованиях начала XXI века границы хребта понимают шире — от рек Чекупс и Псебепс (бассейн Кубани), до реки Андийское Койсу (бассейн Сулака). Высшая точка — гора Каракая (3646,0 м).
В орографической систематике периода Российской империи ороним не использовался. Некоторое время гряда Скалистого хребта охватывалась названием Чёрные горы, наряду с тянущимися параллельно ему севернее Пастбищным и Лесистым хребтами. В наши дни Скалистый хребет находится полностью на территории Российской Федерации, протянувшись по Краснодарскому краю, Адыгее, Карачаево-Черкесии, Кабардино-Балкарии, Северной Осетии, Ингушетии, Чечне и Дагестану.

## Название
Название Скалистый хребет не встречается в литературе периода Российской империи — ни «Географическо-статистический словарь Российской империи» (1863—1885), ни «Энциклопедический словарь Брокгауза и Ефрона» (1890—1907) не знают этот термин. В то время третий передовой хребет Большого Кавказа обычно охватывался оронимом Чёрные горы, наряду с тянущимися параллельно ему севернее Пастбищным и Лесистым хребтами. Позднее, под Чёрными горами понимали только Пастбищный и Лесистый хребты, а иногда и один Лесистый хребет (см. статью «Чёрные горы»).
Вероятно, впервые название Скалистый хребет появилось в Советский период. Этимология оронима обусловлена его природными особенностями: в верхней части южного, более крутого склона хребта, бронирующие слои известняков образуют пояс скал, отсюда и название — Скалистый хребет.

## Понимание границ оронима
Местоположение оконечностей Скалистого хребта в ряде источников могут рассматриваться иногда по-разному, понимание западной и восточной границ хребта несколько размыты среди исследователей. Первое издание БСЭ (1926—1947) ограничивает хребет на западе рекой Белой, а на востоке границей Дагестана (в тот период — Дагестанская АССР). Однако, даже в этой же энциклопедии, уже в другой статье — «Кавказ», исследователи указывали под оронимом Скалистый хребет только его куэстовую часть. Этот участок хребта ограничивали от реки Иль на западе, до реки Ардон на востоке.
Во втором (1950—1958) и третьем (1969—1978) изданиях БСЭ, уже чётко понимался под именем Скалистый хребет только куэстовый гребень, но указание границ было немного изменено: «Тянется от р. Белой (бассейн Кубани) почти до Терека». Эта формулировка позднее использовалась во многих справочниках и словарях (напр. «Географический энциклопедический словарь» 1989, «География России. Энциклопедический словарь» 1998). Из этого понимания границ хребта также сложилось утверждение, что Скалистый хребет находится только в западной и центральной частях Большого Кавказа (исключая его восточную часть). Соответственно и на картах Генштаба СССР (1979—1990) границы Скалистого хребта указывались от реки Белой до реки Асса.
В исследованиях начала XXI века границы хребта понимают немного шире на запад — до рек Чекупс и Псебепс (бассейн Кубани), и значительно дальше на восток — до реки Андийское Койсу (бассейн Сулака). К востоку от бассейна верховий Терека — традиционно принятой границы Скалистого хребта — добавляют массивы Цейлам, Цорейлам, Юкерлам, Кашкерлам, Андийский хребет и Салатау; восточней бассейна Сулака добавляют массивы Гимринский хребет, Кули-меэр, Шунудаг и Джуфудаг.
Авторы некоторых работ, описывая какой-либо отдельный регион где проходит Скалистый хребет, иногда могут указывать его границы только в пределах данного региона. Например, д-р филол. наук, профессор В. П. Абрамов, в «Лингвистическом историко-топонимическом словаре Кубани» сообщает, что Скалистый хребет располагается только в Мостовском районе Краснодарского края и Майкопском районе Адыгеи.

## Общие сведения
Скалистый хребет тянется параллельно Главному Кавказскому хребту, на западе он начинается от бассейнов рек Чекупс и Псебепс — левых притоков в низовьях Кубани, однако чётко начинает прослеживаться немного восточнее — от бассейна реки Псекупс. Восточная оконечность хребта находится в бассейне реки Андийское Койсу — левом притоке в верховьях Сулака. Ориентировочное направление Скалистого хребта с запада-северо-запада на восток-юго-восток. Параллельно Скалистому хребту к югу расположены (в 10-30 км): Боковой хребет — от бассейна реки Псебепс до бассейна реки Белой; Передовой хребет — от бассейна реки Белой до бассейна Черека; снова Боковой хребет — от бассейна Черека до бассейна Ардона; далее, до восточной оконечности Скалистого хребта, к югу от него тянется Главный Кавказский хребет. Параллельно Скалистому хребту к северу расположены: Пастбищный хребет — вдоль всего Скалистого хребта; за ним северней, также параллельно, тянется на всю длину Пастбищного, Лесистый хребет.
Три передовых северных хребта — Скалистый, Пастбищный и Лесистый — достаточно определённо выражены в рельефе Северного Кавказа. Они не несут современного оледенения и от остальных горных гребней системы Большого Кавказа отличаются меньшими высотами. Скалистый хребет значительно ниже Главного Кавказского хребта, Пастбищный ниже Скалистого, а Лесистый ниже Пастбищного. Участок хребтов от бассейна реки Иль, до бассейна реки Ардон, представляет собой куэсты, характерной особенностью которых является асимметричность — хребты полого спускаются к северу и круто обрываются к югу (из трёх хребтов у Скалистого асимметричность особенно выражена). Северные склоны хребтов имеют вид несильно наклоненных плато с холмистой пересечённой местностью. Восточнее бассейна Ардона передовые гребни долгое время не относили к Скалистому, Пастбищному и Лесистому хребтам. На этом участке строение передовых хребтов сложнее — здесь начинается куэстово-складчатая область:

«… надвиги и складчатость настолько нарушают моноклинальную структуру, что указанные хребты следует рассматривать не как структурные формы рельефа типа куэст, а как структурно-тектонические»
— Н. А. Гвоздецкий, 1954.

## Основные характеристики
Скалистый хребет представляет собой сглаженную, платообразную гряду, в составе которой имеются низкие, средние и высокие горы. Северные склоны хребта пологие (наклон к северо-северо-востоку), южные — крутые, обрывистые. Даже его наиболее значимые вершины не достигают снеговой линии, но имеют характер высокогорий. Хребет не является непрерывным — во многих местах он прорезается на отдельные массивы (короткие хребты) и плато реками бассейнов Кубани, Терека и другими. Реки формируют поперечные долины, в местах пересечения с хребтом образующие глубокие, весьма живописные каньонообразные ущелья, иногда с отвесными стенами. Согласно мнению некоторых авторов, наиболее «грандиозные» ущелья Скалистого хребта — это ущелья рек Чегем (Чегемское ущелье), Черек Безенгийский (Хуламское ущелье), Черек Балкарский (Балкарское ущелье) и Урух (Урухское ущелье).
Гребень хребта сложен известняковыми породами, в связи с чем здесь широко распространены карстовые формы рельефа: карры, пещеры, воронки (обычно диаметр 5-30 м, глубина 3-10 м, но встречаются диаметром до 100 м), провалы (достигают значительных размеров, иногда заняты озёрами). Местами, исчезающая с поверхности в трещинах известняка речка, появляется на некотором удалении из грота или пещеры в виде родника. Современных ледников на Скалистом хребте нет, но они существовали в четвертичный период, что подтверждают моренные нагромождения, кары и нивальные ниши, особенно заметные на высокогорном отрезке хребта между реками Чегем и Ардон.
В связи с пониманием меньших границ Скалистого хребта, в Советский период его длину указывали значительно короче чем в наши дни: «Краткая географическая энциклопедия» (1960—1966) — 330 км, третье издание БСЭ — 375 км. Согласно исследованиям 2001 года, длина Скалистого хребта — 931 км, средняя высота — 1740 м, наибольшие абсолютные высоты хребта находятся в бассейнах рек Чегем, Черек и Урух, от которых вершины Скалистого хребта к востоку и западу понижаются. Высшая точка хребта — гора бассейнов верховий Чегема и Черека Каракая, высотой 3646,0 м. Наибольшие относительные высоты в ущельях рек Черека Безенгийского и Черека Балкарского — 1800—2000 м. Хребет покрыт широколиственным лесом — дубовым, буковым и другим (преимущественно северный склон); на южном склоне и выше границы леса северного склона — горные луга и горные степи — главные пастбища северных склонов Большого Кавказа.

### Морфометрия хребта и основные вершины
Авторами работы 2001 года «Хребты Большого Кавказа и их влияние на климат» было предложено деление Скалистого хребта на 24 участка по бассейнам рек. Помимо прочих хребтов Кавказа, исследователями были высчитаны основные морфометрические характеристики (длины участков, средние и максимальные абсолютные высоты), а также морфологические характеристики Скалистого хребта. Измерения проводились по картам с помощью измерительного циркуля (карты масштаба 1:200 000, а для детального анализа — масштаба 1:50 000). Иногда, в дополнение к топографическим картам применялись космо- и аэрофотоснимки.
Однако, следует понимать, что предложенное авторами работы «Хребты Большого Кавказа …» деление на участки несколько условно, так как указанные исследователями некоторые вершины хребта на участках часто расположены на водоразделах смежных бассейнов. Фактически, в некоторых предложенных участках могут находиться притоки рек соседних бассейнов. Также в работе имеются неточности в определении высших точек на участках, и, иногда, неточности с указанием их высоты (несоответствия с таблицей указаны согласно картам Генштаба СССР и ФГУП «Госгисцентра»). Также, помимо данных из работы «Хребты Большого Кавказа …», указаны вершины упоминаемые как основные в ряде статей ЭСБЕ (Скалистый хребет здесь как часть Чёрных гор), а также значимые вершины согласно картам Генштаба СССР и ФГУП «Госгисцентра».
| Бассейны рек                             | Длина хребта (км) | Высоты (м) | Высоты (м)              | Высоты (м)                               | Другие геообъекты |
| Бассейны рек                             | Длина хребта (км) | средняя    | высшие точки (названия) | высшие точки (названия)                  | Другие геообъекты |
| ---------------------------------------- | ----------------- | ---------- | ----------------------- | ---------------------------------------- | ----------------- |
| З—С—З ↖                                  |                   |            |                         |                                          |                   |
| Чекупс-Псебепс (+ Кудако)                | 28                | 240        | 324,6                   | гора б/н (хр. Подгорный)                 |                   |
| Адагум (+ Абин, Хабль)                   | 40                | 210        | 413,6                   | гора б/н (хр. Каменный)                  |                   |
| Хабль-Убинка (+ М. Хабль, Б. Хабль, Иль) | 23                | 590        | 875,1                   | Убиньсу (хр. Дерби)                      |                   |
| Афипс-Шебш (+ Безепс)                    | 36                | 480        | 612,4                   | Забытая                                  |                   |
| Псекупс                                  | 38                | 520        | 772,6                   | Сарай-Гора                               |                   |
| Пшиш                                     | 26                | 810        | 1080,7                  | Боз-Депе                                 |                   |
| Пшеха                                    | 30                | 870        | 1328,6 1158,1           | Матазык Лысая                            |                   |
| Белая                                    | 50                | 1070       | 1235,0                  | Скала Круглая                            |                   |
| Лаба                                     | 53                | 1180       | 1664,6                  | Лысая                                    |                   |
| Уруп                                     | 30                | 1480       | 1703                    | гора б/н                                 |                   |
| Большой Зеленчук                         | 16                | 1520       | 1751                    | Больше                                   |                   |
| Малый Зеленчук                           | 19                | 1400       | 1560                    | Джунгур                                  |                   |
| Кубань                                   | 65                | 2050       | 2592,3 2644             | Большой Бермамыт Малый Бермамыт          |                   |
| Малка                                    | 47                | 2440       | 2955                    | Найджидзга                               |                   |
| Чегем                                    | 40                | 2780       | 3646 3300               | Каракая (хр. Ак-кая) Ак-кая (хр. Ак-кая) |                   |
| Черек                                    | 23                | 3260       | 3497,5                  | Соухаузкая                               |                   |
| Урух                                     | 30                | 3280       | 3529,3 3453,8 3420,5    | Ваза-Хох Боровцек Кион-Хох               |                   |
| Ардон (+ Фиагдон, Гизельдон, Геналдон)   | 18                | 2750       | 3438,7                  | Каривхох                                 |                   |
| Терек (+ Армхи)                          | 21                | 2210       | 3003                    | Столовая                                 | ист. Терчека      |
| Терек (+ Армхи)                          | 21                | 2210       | 3171,7                  | Гайкомд                                  | ист. Арчхи        |
| Сунжа (+ Асса)                           | 67                | 2350       | 3171,7                  | Гайкомд                                  | ист. Арчхи        |
| Сунжа (+ Асса)                           | 67                | 2350       | Гора Гора               |                                          |                   |
| Аргун                                    | 81                | 2400       | 2855                    | Дай-Лам                                  |                   |
| Аксай                                    | 17                | 2310       | 2726                    | Цоболго                                  |                   |
| Акташ                                    | 28                | 2390       | 2745                    | Суябимеэр                                |                   |
| Андийское Койсу                          | 105               | 2040       |                         |                                          |                   |
| ↘ В—Ю—В                                  |                   |            |                         |                                          |                   |

- Бодула
- Ламутакая 3176 м
- Иткаябаши 3197 м
- Ликоран 3030 м
- Кала (Къала)
- Метеген 3154 м
- Мулучу 3005 м
- Хазнибаши 3103 м
- Домбайлыбаши 2993 м
- Араухох 2680 м

## Геологическое строение
Образование куэстовой части всех трёх передовых хребтов Большого Кавказа — Скалистого, Пастбищного и Лесистого, произошло в результате размыва толщи моноклинально приподнятых осадочных пород с выделением более твёрдых пластов на протяжении их залегания. Между рядами этих куэст залегают понижения, размытые в более мягких пластах. Собственно сам Скалистый хребет сложен плотными известняками нижнемелового и верхнеюрского периодов.
Вся центральная часть Скалистого хребта — между бассейнами рек Белой и Ардон — образована верхнеюрскими отложениями: известняками, доломитами и мергелями. Гребень Скалистого хребта и верхняя часть южного обрывистого склона сформирована мощными доломитизированными известняками верхнеюрского периода, нижние, более пологие части южного склона — глинистыми сланцами, песчаниками и сланцеватыми глинами среднеюрского периода. Юрский период представлен здесь всеми ярусами отдела верхней юры: титон, киммеридж, оксфорд и одним ярусом среднего отдела юры: келловей. Наиболее полно, особенно фаунистически, юрский период охарактеризован в Осетии и Кабардино-Балкарии. Один из мощнейших разрезов юры находится на реке Гизельдон — почти 2000 м.
Ярусы титон, киммеридж и оксфорд представлены органогенными пелитоморфическими известняками и доломитами. В междуречье рек Белая и Пшеха обнаружено множество образованных ими барьерных рифов. С запада рифы окаймляются шлейфом известняковых брекчий, сменяющихся за рекой Пшеха флишем — ритмичное чередование аргиллитов, с прослоями песчаников, алевролитов и мергеля. Западная оконечность выходов верхнеюрских отложений — в долинах рек Псекупс, Шебш и Чепси. Северо-восточнее этих барьерных рифов развиты лагунные пестроцветные осадки с пластами гипса киммеридж-титонского возраста. Пласты гипса, залегающие среди пестроцветных глин, пролегли от селения Каменномостского (река Белая) до Псебай (река Лаба).

«В пределах Северного Кавказа верхняя юра трансгрессивно и несогласно залегает на средней юре и более древних породах. В целом этот верхний отдел образует хорошо выраженный цикл осадконакопления, начинающийся трансгрессией в келловее, достигающий максимума в оксфорде и заканчивающийся регрессией в киммеридж-титоне; местами в конце титона начинается новая трансгрессия.»
— «Хребты Большого Кавказа и их влияние на климат», 2001.